# Heavy Rain
A Heavy Rain egy olyan interaktív film, melyet a francia Quantic Dream fejlesztett kizárólag PlayStation 3 konzolra. A játékot David Cage írta és rendezte, aki a cég alapítója és vezérigazgatója is egyben. A játékfilm noir stílusú thriller, melynek történetét négy főhős szemszögéből élheti át a játékos. A cselekmény a rejtélyes origami gyilkos körül bonyolódik, aki fiatal fiúkat rabol el, a rendőrség pedig már csak vízbefúlt holttestüket találja; a tetthelyeken a sorozatgyilkos mindig egy origami figurát és egy orchidea virágot hagy hátra.
Ethan Mars az eltűnt fiát próbálja megmenteni, mielőtt ő is áldozatul esne a gyilkosnak, míg Madison Paige újságírónő, Norman Jayden FBI-ügynök és Scott Shelby magánnyomozó a saját nyomaikon elindulva próbálják felfedni az origami gyilkos kilétét. A játékos interakciói úgy valósulnak meg, hogy a képernyőn megjelenő instrukciókat követve a kontrollerével végrehajtja, illetve a gyorsabb, akció dús jeleneteknél esetekben quick time eventek formájában irányíthatja az eseményeket. A játékos döntései és tettei kihatnak a történet alakulására: a főszereplők meghalhatnak, az eltérő döntések eltérő jeleneteket és végkifejletet eredményezhetnek.
2010. február 11-én egy kipróbálható változat jelent meg a játékból. Akik részt vettek a játék weboldalán futó Four Day Challenge eseményen, azok hamarabb is kipróbálhatták a játékot. 2010 szeptemberében a játék egy frissítéssel megkapta a PlayStation Move támogatást is. 2010-ben számos év játéka díjat, illetve a legjobb PlayStation 3 játéknak járó elismerést gyűjtött be. Heavy Rain Edition Modifiée címmel egy módosított változata jelent meg a játéknak Franciaországban, amiben bizonyos jelenetek cenzúrázásával kívánták elérni az alacsonyabb korhatár besorolást.

## Játékmenet
A Heavy Rain egy kalandjáték, a játékos tárgyakkal és szereplőkkel interakcióba lépve halad előre a történetben. A játék több szálon fut, a négy főszereplő valamelyikére helyezve a hangsúlyt.

## Szereplők
A játék négy irányítható karaktert kínál, minden fejezetben más szereplő kerül a középpontba. A szereplőknek hivatásos színészek adják hangjukat, illetve motion capture eljárással a mozgásukat is bedigitalizálták. Egyes fejezetekben több szereplő is irányítható lesz.

### Ethan Mars
Építész, aki házasságban élt és két gyermeket nevelt. A történet kezdete előtt két évvel idősebbik fia, Jason autóbalesetben meghalt, Ethan pedig fél évig kómában hevert. Amikor felébredt, gyötörte a bánat a történtek miatt és elvált feleségétől, Grace Marstól, illetve elidegenült kisebbik fiától, Shauntól. Később az Origami Gyilkos elrabolja a gyermekét, ezért a nyomába ered, hogy megmentse a fiát. Jason halála óta agorafóbiával küszködik.

### Scott Shelby
Egy visszavonult asztmás rendőr aki magándetektívként tevékenykedve nyomoz az Origami Gyilkos után.

### Norman Jayden
Egy FBI-ügynök, akit a rendőrség munkáját segítve kapcsolódik be az Origami Gyilkos utáni nyomozásba. Norman egy ARI-nek nevezett virtuális valóság felület segítségével keres nyomokat. Egy játékbeli fiktív drog (Triptocaine) függője.

### Madison Page
Egy inszomniás fotóriporter aki egyedül él a városban de később közelebbi kapcsolatba kerül Ethannel.